# Peraki
Peraki ou baie de Peraki (en anglais : Peraki bay) est une baie du sud de la péninsule de Banks, dans l'Île du Sud en Nouvelle-Zélande.
C'est le site de la première colonie européenne permanente dans la région de Canterbury. Fondé par George Hempleman comme une station baleinière en 1835, elle est permanente depuis 1837. Son modeste cimetière est l'un des premiers cimetières européens en Nouvelle-Zélande.